# Боярышник понтийский
Боярышник понтийский (лат. Crataegus pontica) — кустарник или небольшое дерево, вид рода Боярышник (Crataegus) семейства Розовые (Rosaceae).

## Распространение и экология
В природе ареал вида охватывает восточные районы Закавказья, Среднюю Азию (Копет-Даг, Памиро-Алай, Тянь-Шань), Турцию и северные районы Ирана.
Произрастает на сухих, обычно каменистых, редко на мелкоземистых склонах, одиночно разбросанными деревьями, иногда образует небольшие рощи.

## Ботаническое описание
Дерево высотой до б—10 м, с широкой кроной. Ветви тёмно-серые, годичные ветки и побеги войлочно опушенные. Колючки отсутствуют.
Листья плотные, сизо-зелёные; нижние — обратнояйцевидно-клиновидные, часто продолговатые, с низбегающим на черешок основанием, на вершине крупно-надрезанно-зубчатые или трёхлопастные; верхние — длиной и шириной 4,5—6,5 см, в очертании ромбические или широко-обратнояйцевидные с широко-клиновидным основанием, глубоко пятираздельные, часто с трёхнадрезанной средней долей или семираздельные. Лопасти обычно продолговатые, их длина, большей частью, в 3 раза больше ширины, частью цельнокрайные, частью на вершине с 1—4 крупными зубцами; как исключение, встречены особи, у которых все листья трёхлопастные, с широкими лопастями. Черешок длиной 1—1,5 см.
Соцветия компактные, диаметром 3—5 см, 8—14-цветковые, с волосистыми или войлочно опушенными осями и цветоножками длиной 3—7 мм. Цветки диаметром 1,5—2 см; чашелистики широко треугольные, острые или заострённые, при плодах отогнутые; тычинок 20, с белыми пыльниками; столбиков 2—3.
Плоды в числе 1—2, сильно сплюснутые с полюсов, диаметром 15—28 мм, жёлтые, от зелёно-ржавых, до оранжево-жёлтых, нередко с красноватым бочком. Косточки в числе 2—3, в первом случае с плоской брюшной стороной, во втором тупотрёхгранные.
Цветение в мае — июле. Плодоношение с сентября.

## Значение и применение
Местным населением плоды охотно употребляются в пищу и служат предметом базарной торговли. Благодаря величине, мясистости, хорошему вкусу плодов и большой засухоустойчивости может иметь плодоводственное значение для засушливых районов.
Хороший медонос, очень декоративен и обладает ценной поделочной древесиной.
Плоды отличаются приятным освежающим вкусом, сочны и мясисты.
Из цветков готовят настойку.
Цветки боярышника собирают в начале цветения, когда часть их еще не раскрылась. Во избежание побурения цветки нельзя собирать по утренней росе и после дождя. Плоды собирают зрелые, удаляя все плодоножки, незрелые и испорченные плоды.
При ведении мелиоративных работ в поймах рек необходимо сохранять наиболее продуктивные популяции боярышника, более широко вводить его в культуру. При сборе плодов и цветков боярышника нельзя ломать его побеги.
Цветки боярышника имеют слабый своеобразный запах; вкус слабо-горьковатый, слизистый. Влажность не выше 14%. В сырье допускается побуревших цветков не более 3,5%; других частей боярышника 3% и органических и минеральных примесей 0,5%. Готовое сырье упаковывают в фанерные ящики, обложенные плотной бумагой или целлофаном, массой по 10-15 кг. Срок хранения не установлен.
Плоды боярышника имеют сладковато-вяжущий вкус, запах приятный, легкий. Влажность должна быть не выше 14%. В сырье допускается плодов с дефектами не более 3%; недозревших плодов 1%; плодов в комках по 2-3 шт. вместе 1%; с плодоножками, с раздробленными косточками и ветками 2%; органической примеси 1%; минеральной 0,5%. Ядовитые растения и их части, плесени и гниль не допускаются. Сухие плоды упаковывают в мешки массой до 50 кг. Хранят сырье в сухих, хорошо проветриваемых помещениях на подтоварниках и стеллажах. Срок хранения составляет 2 года.

## Химический состав
Плоды боярышника понтийского содержат углеводы – 9,9%, сахарозы до 0,3%; пектин 4,6%, витамины С. Дубильные вещества, катехины: эпикатехин, лейкоантоцианидины и др.
Препараты боярышника назначают при функциональных расстройствах сердечной деятельности, при гипертонической болезни, стенокардии, ангионеврозах, мерцательной аритмии, пароксизмальной тахикардии, общем атеросклерозе и климактерическом неврозе.

## Таксономия
Вид Боярышник понтийский входит в род Боярышник (Crataegus) трибы Pyreae подсемейства Спирейные (Spiraeoideae) семейства Розовые (Rosaceae) порядка Розоцветные (Rosales).
|  |                                      |  |                                                              |                                                              |                   |  | ещё 8 семейств (согласно Системе APG III) | ещё 8 семейств (согласно Системе APG III)    |                                              |  |  |  | ещё 7 триб (согласно Системе APG III)         | ещё 7 триб (согласно Системе APG III)         |  |  |  |  | ещё от 200 до 300 видов | ещё от 200 до 300 видов |
|  |                                      |  |                                                              |                                                              |                   |  | ещё 8 семейств (согласно Системе APG III) | ещё 8 семейств (согласно Системе APG III)    |                                              |  |  |  | ещё 7 триб (согласно Системе APG III)         | ещё 7 триб (согласно Системе APG III)         |  |  |  |  | ещё от 200 до 300 видов | ещё от 200 до 300 видов |
|  |                                      |  |                                                              | порядок Розоцветные                                          |                   |  |                                           |                                              | подсемейство Спирейные                       |  |  |  |                                               | род Боярышник                                 |  |  |  |  |                         |                         |
|  |                                      |  |                                                              | порядок Розоцветные                                          |                   |  |                                           |                                              | подсемейство Спирейные                       |  |  |  |                                               | род Боярышник                                 |  |  |  |  |                         |                         |
|  | отдел Цветковые, или Покрытосеменные |  |                                                              |                                                              | семейство Розовые |  |                                           |                                              | триба Pyreae                                 |  |  |  | вид Боярышник понтийский                      |                                               |  |  |  |  |                         |                         |
|  | отдел Цветковые, или Покрытосеменные |  |                                                              |                                                              |                   |  |                                           |                                              |                                              |  |  |  |                                               |                                               |  |  |  |  |                         |                         |
|  |                                      |  | ещё 44 порядка цветковых растений (согласно Системе APG III) | ещё 44 порядка цветковых растений (согласно Системе APG III) |                   |  |                                           | ещё 8 подсемейств (согласно Системе APG III) | ещё 8 подсемейств (согласно Системе APG III) |  |  |  | ещё около 60 родов (согласно Системе APG III) | ещё около 60 родов (согласно Системе APG III) |  |  |  |  |                         |                         |
|  |                                      |  |                                                              | ещё 44 порядка цветковых растений (согласно Системе APG III) |                   |  |                                           |                                              | ещё 8 подсемейств (согласно Системе APG III) |  |  |  |                                               | ещё около 60 родов (согласно Системе APG III) |  |  |  |  |                         |                         |